# 츠다 타카시 (배우)
츠다 타카시(津田 喬, 1941년 5월 6일 ~ )는 일본의 성우이자 배우로, 교토부 출신다.